# الست-ویهه
الست-ویهه (به هلندی: Olst-Wijhe) یک شهرستان در هلند است که در افریسل واقع شده‌است. الست-ویهه ۴ متر بالاتر از سطح دریا واقع شده‌است.